# Karnemelksloot (Naarden)
De Karnemelksloot is een sloot in het Gooi, grotendeels in de gemeente Gooise Meren, die langs het Naardermeer naar de stad Naarden voert. De sloot verbindt de 's-Gravelandsevaart ten noordwesten van Hilversum met de voorgracht van Naarden en vormt zo de scheiding tussen het de zuidoostkant van het Naardermeer enerzijds,  en de westelijke bebouwing van Naarden-Bussum en de Hilversumse Meent anderzijds. 

## Naam
Over de oorsprong van de naam zijn al langer twee verklaringen in omloop gekomen, die beide minder deugdelijk lijken.
- De sloot kreeg haar naam in de tijd dat de textielindustrie in deze omgeving erg belangrijk was. Het water in de sloot zou naar karnemelk zijn gaan smaken nadat boze textielarbeiders als protest melk en boter in de vaart hadden gegooid.[1]
- Een andere uitleg verklaart de naam door de aanwezigheid van volmolens langs de vaart. Door het 'vollen' van de lakens zou het water van de 'Gooische Uitwateringh' een witte kleur hebben gekregen die deed denken aan karnemelk.
- Een recenter geopperde en meer plausibele mogelijkheid is, dat de naam specifiek verband houdt met het textielblekerijbedrijf in deze omgeving. Bij het bleken werden enorme hoeveelheden verzuurde melk of karnemelk gebruikt. Er waren in deze omgeving veel blekerijen, in Bussum waren er dat in de 19e eeuw niet minder dan 28.[2] Het nabij het Naardermeer gelegen huis Stadzigt bijvoorbeeld heette oorspronkelijk 'De Bleek', en een locatie op de grens van Naarden en Bussum werd vroeger de Blekershoek genoemd (waar thans nog een flatgebouw is met die naam). De Naardense Karnemelksloot werd in 1600 ook gegraven voor transport van turf vanuit Gooiland naar Naarden en Muiden. Een deel van de sloot werd vroeger Gooische Uitwateringh genoemd.[3]

Ook in Gouda is er een Karnemelksloot, tegelijk ook een bekende straatnaam aldaar. In Amsterdam is er een Karnemelksteeg, in Leiden een Karnemelksbrug en in Breda een Karnemelkstraat. De herkomst van al deze namen is ter plaatse overigens nergens eenduidig vastgesteld, zodat uiteenlopende verklaringen worden gegeven.

## Oude Hollandse Waterlinie
De Karnemelksloot was onderdeel van de Oude Hollandse Waterlinie. Om te voorkomen dat het water bij inundatie van de omgeving van Naarden het water uit de Karnemelksloot naar 's-Graveland werd een houten damsluis gebouwd aan de noordzijde van het Laegieskamp. De sluis werd later van steen gemaakt en diende om in oorlogstijd het omliggende land onder water te kunnen zetten. Daartoe werden aan weerszijden lunetten geplaatst bij de sluis. Om het omliggende gebied snel te kunnen innunderen werden de gronden bij de sluis afgegraven. Een deel van deze verdedigingswerken werd in 1813 geslecht door de Fransen. Ten tijde van de Nieuwe Hollandse Waterlinie, rond 1873-1875, werden de huidige Werken aan de Karnemelksloot gebouwd. Naast de sluis staan behalve de twee forten ook een fortwachterswoning. De poging in de twintigste eeuw om de drassige weilanden rond de sloot met een gemaal droog te pompen mislukten. Wel werd getracht het hele gebied door egalisatie en ophogen geschikt te maken voor veeteelt. De Karnemelksloot kreeg sinds die tijd de functie van poldervaart.